# Lijst van gouverneurs van Nederlands-Nieuw-Guinea

Onderscheidingsvlag van de gouverneur van Nieuw-Guinea (in gebruik 1951-1962)

De lijst van gouverneurs van Nederlands-Nieuw-Guinea bevat de namen van de gouverneurs van Nederlands-Nieuw-Guinea tussen 1949 en 1962. Ook zijn de vertegenwoordigers in de overgangsperiode naar een aparte kolonie na de Tweede Wereldoorlog en van de door Nederland ondersteunde Nieuw-Guinea Raad opgenomen.

## Nederlandse hoge vertegenwoordiger voor Nederlands-Indische burgerzaken
- okt 1944 - aug 1945: Raden Abdulkadir Widjojoatmodjo

## Resident
- aug 1945 - 29 dec 1949: Jan Pieter Karel van Eechoud

## Gouverneur
- 29 dec 1949 -  8 feb 1950: Jan Pieter Karel van Eechoud (waarnemend)
- 8 feb 1950 - 24 apr 1953: Stephan Lucien Joseph van Waardenburg
- 24 apr 1953 - 31 mrt 1958: Jan van Baal
- 31 mrt 1958 -  1 mei 1958: Jan Christoffel Baarspul (waarnemend)
- 1 mei 1958 - 28 sep 1962:  Pieter Johannes Platteel
- 28 sep 1962 -  1 okt 1962:  Henk Veldkamp (waarnemend)

## Vicevoorzitter van de Nieuw-Guinea Raad
- 5 apr 1961 - 1962: Nicolaas Jouwe
- 1962 - dec 1962: Markus Wonggor Kaisiepo

## Voorzitter van de Raad van afgevaardigden
- 23 apr 1963 -  1 mei 1963: Thontje Meset